# 3498 Belton
3498 Belton eller 1981 EG14 är en asteroid i huvudbältet som upptäcktes den 1 mars 1981 av den amerikanska astronomen Schelte J. Bus vid Siding Spring-observatoriet. Den är uppkallad efter astronomen Michael J. Belton.
Asteroiden har en diameter på ungefär 3 kilometer och den tillhör asteroidgruppen Vesta.